# Bolandoz
Bolandoz è un comune francese di 357 abitanti situato nel dipartimento del Doubs nella regione della Borgogna-Franca Contea.
Situato ad un'altitudine che va dai 650 m (paese) a 950 m (côte de Bolandoz "Les Prédits"), si trova sull'altipiano di Amancey, capoluogo del cantone distante 4 km, a 35 km da Besançon e 25 km da Pontarlier.
L'altopiano carsico in cui si trova il paese confina a est con la valle del fiume Loue e ovest con la valle del Lison (affluente del Loue, a sua volta affluente del Doubs). Questa parte dell'altopiano è composta prevalentemente da pascoli per l'area intorno al villaggio e di foreste, a prevalenza di abete rosso, che si estendono verso l'alto a sud, nella zona denominata "côte de Bolandoz", una cresta montagnosa di quasi 1000 metri che si estende da Déservillers fino a Longeville.

## Società

### Evoluzione demografica
Abitanti censiti